# Wechselbergen

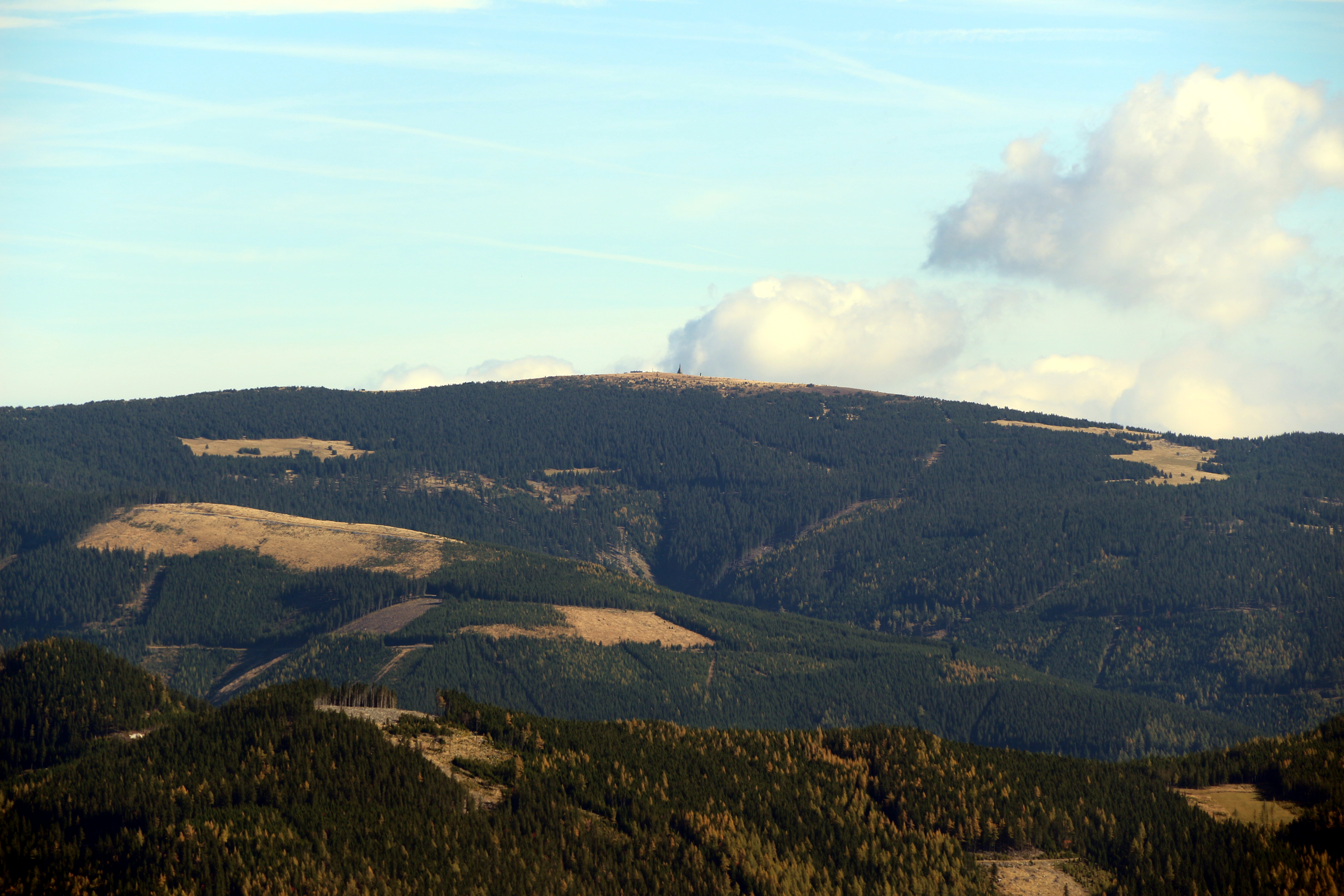
Hochwechsel

Wechselbergen är ett bergsområde i alperna vid gränsen mellan de österrikiska delstaterna Steiermark och Niederösterreich. Det är östalpernas ostligaste bergskedja.
Wechselbergens högsta topp är Hochwechsel (1704 m ö.h.). Nordväst om den ligger Umschußriegel (1720 m ö.h.) och Schöberlriegel (1704 m ö.h.), öster om den Niederwechsel (1669 m ö.h.).
Över Wechselbergen går en passväg, som var den viktigaste förbindelsen mellan Österrikes största städer Wien och Graz innan motorvägen A2 byggdes klart på 1980-talet. Den gamla riksvägen är idag en turist- och panoramaväg på grund av de storslagna utsiktsplatserna. Även en järnväg, Wechselbanan, går över Wechselbergen, men banan är endast av regional betydelse.
Wechselbergen är ett omtyckt vandringsområde för Wienborna. Det finns även flera mindre skidområden.